# Надеждин, Ксенофонт Фёдорович
Ксенофо́нт Фёдорович Наде́ждин (18 [30] января 1840, Владимирская губерния — 4 [16] марта 1890, Владимир) — православный писатель и преподаватель XIX века.

## Биография
Родился 18 (30) января 1840 года во Владимирской губернии.
Обучался во Владимирском духовном училище, после чего в 1859 году окончил Владимирскую духовную семинарию. 
В 1863 году со степенью кандидата богословия окончил Санкт-Петербургскую духовную академию.
14 января 1864 года назначен преподавателем по кафедре церковно-библейской, а впоследствии — всеобщей истории во Владимирской духовной семинарии. Начиная с 1869 года и до самой смерти он вёл гражданскую историю в преобразованной семинарии.
С 1865 года по октябрь 1868 года Надеждин совместно с А. И. Сервицким был первым редактором «Владимирских епархиальных ведомостей».
Скончался 4 (16) марта 1890 года во Владимире.